# Френски франк
Вижте пояснителната страница за други значения на франк.
Френският франк (на френски: Franc français) е златна монета през XIV – XVII век и бившата парична единица на Франция от 7 април 1795 до 17 февруари 2002 г. Представян е със символа ₣ или по-често просто с F.

## История
Десетичният принцип на парична сметка, въведен заедно с франка (1 франк = 10 десима = 100 сантима), предизвика прехода към нея и към други европейски страни. Съдържанието на злато и сребро, установено през 1803 г. за франка жерминал (1: 15,5), се превръща в основно съотношение на двата метала в Латинския валутен съюз, който е създаден през 1865 и до 1914 г. е най-големият паричен съюз в Европа. Много страни, които не са членове на съюза, използват стандарта на златното съдържание на франка при реформирането на собствените си парични системи, в частност Руската империя, когато провежда паричната реформа от 1895 – 1897 г.
От 1939 г. започва да се образува франковата зона – паричен съюз, който включва 17 щата и 12 задгранични владения на Франция. Обменните курсове на зоната франк са привързани към франка, а от 2002 г. към еврото. От 1974 до 1998 г. франкът влиза в кошницата първо от шестнадесет, а след това пет валути, въз основа на които Международният валутен фонд изчислява курса на специални права на тираж (СПТ). До началото на прехода към еврото франкът е 1,6% в структурата на световните златни и валутни резерви, на второ място след щатския долар, германската марка, йената и паундът като световна резервна валута.

## Преход към еврото
Франкът е заменен с еврото на 1 януари 1999 г. В брой е успоредно с еврото от 1 януари до 17 февруари 2002 г. Банкнотите и монетите са приети от банките за обмяна на евро до 30 юни 2002 г. Банката на Франция приема за размяна монети до 17 февруари 2005 г. и банкноти до 17 февруари 2012 г. Валутният курс е 6,55957 франка за 1 евро. Наред с размяната на франкове има и размяна на ЕКЮ за евро в съотношение 1:1.
Франция е първата държава, която въвежда еврото, като най-напред то е въведено в отвъдморския департамент Реюнион. В резултат на активния обмен на старата валута в евро работният ден в банките е увеличен, а френските банкови работници започват еднодневна стачка. До 1 март 2002 г. приключва процесът на замяна на националната валута с еврото.
Последният ден, когато всеки може да обмени франка за еврото, е 17 февруари 2012 г. Този ден във Франция е обявен за „ден на погребението на франка“. За удобство на размяната е създаден специален сайт, на който французите могат да открият интересна за тях информация за правилата за размяна на франкове.